# Partido de los Terratenientes
El Partido de los Terratenientes (en estonio: Üleriiklik Majaomanike Seltside Liit, ÜMSL) fue un partido político de Estonia.

## Historia
El partido se formó antes de las elecciones parlamentarias de 1923, en las que obtuvo dos escaños en el Riigikogu con el 2,2% de los votos. En las elecciones de 1926, el partido aumentó su porcentaje de votos al 2,4% y conservó ambos escaños.
Estrechamente alineado con el partido de las Asambleas de Granjeros, el Partido de los Terratenientes se unió al gabinete de Jaan Teemant en julio de 1926 y permaneció en el gobierno hasta diciembre de 1927. En las elecciones de 1929, obtuvo tres escaños con el 2,9% de los votos, y en febrero de 1931 se unió al gobierno de Konstantin Päts.
En febrero de 1932, el partido se fusionó con el Partido Nacional de Centro, formado recientemente mediante la fusión del Partido Popular Estonio, el Partido Popular Cristiano y el Partido Laborista Estonio. El nuevo partido ganó 23 de los 100 escaños del Riigikogu en las elecciones celebradas más tarde ese año.

## Ideología
El partido representaba los intereses de los propietarios privados y defendía el capitalismo clásico.

## Resultados electorales
Los resultados electorales antes de su disolución fueron los siguientes:
| Elección | Votos  | %    | Escaños | +/–         | Posición |
| -------- | ------ | ---- | ------- | ----------- | -------- |
| 1923     | 9.967  | 2,17 | 2/100   | 2           | Nuevo    |
| 1926     | 12.355 | 2,36 | 2/100   | Sin cambios | 10.º     |
| 1929     | 14.627 | 2,90 | 3/100   | 1           | 9.º      |